# Zhangixalus owstoni
Zhangixalus owstoni là một loài ếch trong họ Rhacophoridae. Nó là loài đặc hữu của Nhật Bản.
Các môi trường sống tự nhiên của chúng là các khu rừng ẩm ướt đất thấp nhiệt đới hoặc cận nhiệt đới, đồng cỏ nhiệt đới hoặc cận nhiệt đới vùng ngập nước hoặc lụt theo mùa, đầm nước ngọt có nước theo mùa, và đất có tưới tiêu. Loài này đang bị đe dọa do mất môi trường sống.